# Ryan Mackenzie
Ryan Edward Mackenzie (Allentown, 3 agosto 1982) è un politico statunitense, membro della Camera dei Rappresentanti per lo stato della Pennsylvania dal 2025.

## Biografia
Figlio della politica Milou Mackenzie, Ryan studiò finanza e affari internazionali all'Università di New York. Successivamente, conseguì un MBA presso la Harvard Business School nel 2010.
Entrato in politica con il Partito Repubblicano, nel 2012 vinse un seggio all'interno della Camera dei rappresentanti della Pennsylvania. Gli elettori lo riconfermarono per altri cinque mandati negli anni successivi.
Nel 2020, Mackenzie fu uno degli oltre sessanta legislatori repubblicani dell'assemblea che esortarono il Congresso a respingere e non certificare i voti elettorali della Pennsylvania nelle elezioni presidenziali del 2020.
Nel 2021, anche sua madre venne eletta all'interno dell'assemblea: divennero così la prima coppia madre-figlio a prestare servizio simultaneamente all'interno della Camera dei rappresentanti della Pennsylvania.
Nel 2017, Ryan Mackenzie annunciò la propria candidatura alla Camera dei Rappresentanti in vista delle elezioni parlamentari del 2018, tuttavia si ritirò dalla competizione quando la Corte Suprema dello stato ordinò un cambiamento di mappe per ridefinire i distretti congressuali.
Nel 2021 presentò nuovamente una candidatura per il Congresso, ma per la seconda volta si ritirò dalla competizione, optando per la rielezione nella legislatura statale.
Nel luglio del 2023, Mackenzie si candidò per la terza volta alla Camera. Durante la campagna elettorale, espresse tra i temi più rilevanti quello dell'immigrazione. Si espresse a favore della campagna militare israeliana contro Hamas e si oppose all'invio di ulteriori aiuti all'Ucraina nel contesto del conflitto russo-ucraino.
Si aggiudicò le primarie repubblicane superando altri due contendenti con il 43% dei voti e, nelle elezioni generali, affrontò la deputata democratica in carica Susan Wild. La competizione fu molto combattuta e ritenuta una delle gare decisive per ottenere il controllo del Congresso da parte di uno dei due partiti. Al termine della sfida, Mackenzie prevalse di misura sull'avversaria, riuscendo a divenire deputato con un margine di scarto di appena quattromila voti.